# 三遊亭小円
三遊亭 小円（さんゆうてい こえん）は、落語の名跡。旧字体で三遊亭 小圓とも表記する。
存在が確認できるのは以下。いずれも上方噺家である。
- 三遊亭小圓 - 初代橘ノ圓の門人。晩年は6代目笑福亭松鶴や3代目桂小文枝（後の5代目桂文枝）らとともに落語会を催していた。
- 三遊亭小圓 - 5代目橘家小圓太の門人。
- 三遊亭小圓 - 三遊亭圓子門下で、漫才に転じた人物。この項で詳述。

三遊亭 小円（さんゆうてい こえん、1910年5月31日 - 1975年11月30日）は、大阪府出身の漫才師、落語家。本名は黒田 博毅。

## 来歴
父は東野田の左官業。家業を手伝っていたが芸事が好きになり、幼少から踊りの稽古に通う。
その縁で1917年ころ、8歳で7代目桂文治に入門し桂文彌を名乗る。その後初代橘ノ圓一門の橘ノ圓治郎門下に転じ、橘ノ圓きんに改名。1922年ころ、二丁鼓という珍芸を得意としていた三遊亭圓子の門下で三遊亭小圓（のち、三遊亭小円）に改名。落語の多くは初代桂春團治、4代目桂文團治に学んだ。
1960年代～1970年代に大阪で不動産業を営み芸人のお旦として幅を利かせていた足立秀夫が、1973年に地元の名古屋に戻り大須演芸場の経営を引き継ぎ席亭になると聞いて、「おやめなさい」と言って諭したのは小円だけだった。足立は、席亭になってからその言葉の意味を痛感することになる。
晩年は落語に回帰し『親子茶屋』『紙屑屋』などを和朗亭などで披露した。肺がんのため、兵庫県神戸市の神戸博愛病院で死去。墓所は神戸市灘区六甲町の光円寺。

## 受賞歴
- 1968年 「第3回上方漫才大賞」特別賞
- 2019年 「第22回上方演芸の殿堂入り」

## 音源
漫才の音源は三遊亭小円・木村栄子を参照。
落語
- 古今東西噺家紳士録（ISBN 9784998082002 「みかん屋」を収録、CD-ROM）
- ご存じ 古今東西噺家紳士録（ISBN 9784901441407 「親子茶屋」を収録、CD-ROM）